# HIV-Prävalenz

Anteil der HIV-Infizierten und AIDS-Kranken an der Bevölkerung, weltweit, 2009:
keine Daten verfügbar
unter 0,1 %
0,1–0,5 %
0,5–1 %
1–5 %
5–15 %
15–50 %

Die meisten Daten stammen aus dem CIA World Factbook und beruhen auf Untersuchungen der Weltgesundheitsorganisation. Angaben beim Anteil gelten für die erwachsene Bevölkerung zwischen 15 und 49 Jahren. 2020 wurde die Anzahl der mit HIV angesteckten Personen auf weltweit 37,7 Millionen geschätzt.

## HIV/AIDS nach Ländern
| Land                           | Anteil Erwachsener mit HIV/AIDS | Anzahl Personen mit HIV/AIDS | Anzahl AIDS-Tote im Jahr | Jahr |
| ------------------------------ | ------------------------------- | ---------------------------- | ------------------------ | ---- |
| Eswatini                       | 26,80 %                         | 200.000                      | 2.400                    | 2020 |
| Lesotho                        | 21,10 %                         | 280.000                      | 4.700                    | 2020 |
| Botswana                       | 19,90 %                         | 370.000                      | 5.100                    | 2020 |
| Südafrika                      | 19,10 %                         | 7.800.000                    | 83.000                   | 2020 |
| Simbabwe                       | 11,90 %                         | 1.300.000                    | 22.000                   | 2020 |
| Namibia                        | 11,60 %                         | 210.000                      | 3.000                    | 2020 |
| Mosambik                       | 11,50 %                         | 2.100.000                    | 38.000                   | 2020 |
| Sambia                         | 11,10 %                         | 1.500.000                    | 24.000                   | 2020 |
| Malawi                         | 8,10 %                          | 990.000                      | 12.000                   | 2020 |
| Äquatorialguinea               | 7,30 %                          | 68.000                       | 2.300                    | 2020 |
| Uganda                         | 5,40 %                          | 1.400.000                    | 22.000                   | 2020 |
| Tansania                       | 5,10 %                          | 1.400.000                    | 22.000                   | 2020 |
| Kenia                          | 4,20 %                          | 1.400.000                    | 29.000                   | 2020 |
| Republik Kongo                 | 3,30 %                          | 110.000                      | 6.100                    | 2020 |
| Kamerun                        | 3,00 %                          | 500.000                      | 14.000                   | 2020 |
| Gabun                          | 3,00 %                          | 46.000                       | -                        | 2020 |
| Guinea-Bissau                  | 3,00 %                          | 37.000                       | 1.500                    | 2020 |
| Zentralafrikanische Republik   | 2,90 %                          | 88.000                       | 3.200                    | 2020 |
| Ruanda                         | 2,50 %                          | 220.000                      | 2.500                    | 2020 |
| Südsudan                       | 2,30 %                          | 180.000                      | 8.900                    | 2020 |
| Elfenbeinküste                 | 2,10 %                          | 380.000                      | 13.000                   | 2020 |
| Togo                           | 2,00 %                          | 110.000                      | 3.000                    | 2020 |
| Angola                         | 1,80 %                          | 340.000                      | 16.000                   | 2020 |
| Gambia                         | 1,80 %                          | 27.000                       | 1.300                    | 2020 |
| Ghana                          | 1,70 %                          | 350.000                      | 13.000                   | 2020 |
| Sierra Leone                   | 1,50 %                          | 80.000                       | 3.200                    | 2020 |
| St. Vincent und die Grenadinen | 1,50 %                          | 1.200                        | -                        | 2018 |
| Guinea                         | 1,40 %                          | 110.000                      | 3.300                    | 2020 |
| Jamaika                        | 1,40 %                          | 32.000                       | -                        | 2020 |
| Nigeria                        | 1,30 %                          | 1.700.000                    | 49.000                   | 2020 |
| Guyana                         | 1,30 %                          | 9.000                        | -                        | 2020 |
| Russland                       | 1,20 %                          | 1.000.000                    | -                        | 2017 |
| Bahamas                        | 1,20 %                          | 4.800                        | -                        | 2020 |
| Belize                         | 1,20 %                          | 3.800                        | -                        | 2020 |
| Tschad                         | 1,10 %                          | 110.000                      | 3.000                    | 2020 |
| Liberia                        | 1,10 %                          | 35.000                       | 1.300                    | 2020 |
| Suriname                       | 1,10 %                          | 5.200                        | -                        | 2020 |
| Barbados                       | 1,10 %                          | 2.700                        | -                        | 2020 |
| Thailand                       | 1,00 %                          | 500.000                      | 12.000                   | 2020 |
| Ukraine                        | 1,00 %                          | 260.000                      | 3.100                    | 2020 |
| Burundi                        | 1,00 %                          | 83.000                       | 1.700                    | 2020 |
| Panama                         | 1,00 %                          | 31.000                       | -                        | 2020 |
| Äthiopien                      | 0,90 %                          | 620.000                      | 13.000                   | 2020 |
| Mali                           | 0,90 %                          | 110.000                      | 4.600                    | 2020 |
| Benin                          | 0,90 %                          | 75.000                       | 2.000                    | 2020 |
| Dominikanische Republik        | 0,90 %                          | 72.000                       | 1.900                    | 2020 |
| Papua-Neuguinea                | 0,90 %                          | 55.000                       | -                        | 2020 |
| Moldau                         | 0,80 %                          | 14.000                       | -                        | 2020 |
| Estland                        | 0,80 %                          | 7.100                        | -                        | 2020 |
| Dschibuti                      | 0,80 %                          | 6.800                        | -                        | 2020 |
| Demokratische Republik Kongo   | 0,70 %                          | 510.000                      | 17.000                   | 2020 |
| Burkina Faso                   | 0,70 %                          | 97.000                       | 3.300                    | 2020 |
| Trinidad und Tobago            | 0,70 %                          | 10.000                       | -                        | 2020 |
| Brasilien                      | 0,60 %                          | 930.000                      | 13.000                   | 2020 |
| Myanmar                        | 0,60 %                          | 240.000                      | 7.700                    | 2019 |
| Chile                          | 0,60 %                          | 77.000                       | -                        | 2020 |
| Venezuela                      | 0,50 %                          | 100.000                      | 4.200                    | 2020 |
| Kambodscha                     | 0,50 %                          | 75.000                       | 1.200                    | 2020 |
| Belarus                        | 0,50 %                          | 28.000                       | -                        | 2020 |
| El Salvador                    | 0,50 %                          | 25.000                       | -                        | 2020 |
| Eritrea                        | 0,50 %                          | 13.000                       | -                        | 2020 |
| Kap Verde                      | 0,50 %                          | 2.400                        | -                        | 2020 |
| Indonesien                     | 0,40 %                          | 540.000                      | 24.000                   | 2020 |
| Mexiko                         | 0,40 %                          | 340.000                      | 4.300                    | 2020 |
| Kanada                         | 0,40 %                          | 180.000                      | -                        | 2016 |
| Kolumbien                      | 0,40 %                          | 180.000                      | 3.000                    | 2020 |
| Spanien                        | 0,40 %                          | 150.000                      | -                        | 2020 |
| Argentinien                    | 0,40 %                          | 140.000                      | 1.400                    | 2020 |
| Malaysia                       | 0,40 %                          | 92.000                       | 2.000                    | 2020 |
| Kuba                           | 0,40 %                          | 33.000                       | -                        | 2020 |
| Costa Rica                     | 0,40 %                          | 16.000                       | -                        | 2020 |
| Uruguay                        | 0,40 %                          | 12.000                       | -                        | 2020 |
| Vereinigte Staaten             | 0,30 %                          | 1.100.000                    | -                        | 2015 |
| Vietnam                        | 0,30 %                          | 250.000                      | 3.800                    | 2020 |
| Frankreich                     | 0,30 %                          | 190.000                      | -                        | 2019 |
| Peru                           | 0,30 %                          | 91.000                       | -                        | 2020 |
| Ecuador                        | 0,30 %                          | 45.000                       | -                        | 2020 |
| Madagaskar                     | 0,30 %                          | 42.000                       | 1.800                    | 2020 |
| Senegal                        | 0,30 %                          | 39.000                       | 1.100                    | 2020 |
| Kasachstan                     | 0,30 %                          | 35.000                       | -                        | 2020 |
| Niger                          | 0,30 %                          | 33.000                       | 1.100                    | 2019 |
| Paraguay                       | 0,30 %                          | 19.000                       | -                        | 2020 |
| Laos                           | 0,30 %                          | 15.000                       | -                        | 2020 |
| Georgien                       | 0,30 %                          | 9.100                        | -                        | 2020 |
| Mauretanien                    | 0,30 %                          | 8.500                        | -                        | 2020 |
| Lettland                       | 0,30 %                          | 5.600                        | -                        | 2019 |
| Luxemburg                      | 0,30 %                          | 1.200                        | -                        | 2018 |
| Indien                         | 0,20 % (2017)                   | 2.300.000                    | 69.000 (2017)            | 2020 |
| Pakistan                       | 0,20 %                          | 200.000                      | 8.200                    | 2020 |
| Italien                        | 0,20 %                          | 140.000                      | -                        | 2020 |
| Philippinen                    | 0,20 %                          | 120.000                      | 1.600                    | 2020 |
| Sudan                          | 0,20 %                          | 49.000                       | 2.300                    | 2020 |
| Guatemala                      | 0,20 %                          | 33.000                       | -                        | 2020 |
| Niederlande                    | 0,20 %                          | 24.000                       | -                        | 2020 |
| Honduras                       | 0,20 %                          | 22.000                       | -                        | 2020 |
| Bolivien                       | 0,20 %                          | 17.000                       | -                        | 2020 |
| Tadschikistan                  | 0,20 %                          | 14.000                       | -                        | 2020 |
| Nicaragua                      | 0,20 %                          | 12.000                       | -                        | 2020 |
| Schweden                       | 0,20 %                          | 11.000                       | -                        | 2016 |
| Kirgisistan                    | 0,20 %                          | 9.200                        | -                        | 2020 |
| Israel                         | 0,20 %                          | 9.000                        | -                        | 2018 |
| Irland                         | 0,20 %                          | 7.800                        | -                        | 2020 |
| Armenien                       | 0,20 %                          | 4.800                        | -                        | 2020 |
| Fidschi                        | 0,20 %                          | 1.300                        | -                        | 2020 |
| Bhutan                         | 0,20 %                          | 1.300                        | -                        | 2020 |
| Osttimor                       | 0,20 %                          | 1.200                        | -                        | 2020 |
| Vereinigtes Königreich         | 0,17 %                          | 101.600                      | 428                      | 2017 |
| Österreich                     | 0,15 %                          | 13.630                       | -                        | 2019 |
| Deutschland                    | 0,10 %                          | 93.000                       | -                        | 2020 |
| Taiwan                         | 0,10 %                          | 31.620                       | -                        | 2016 |
| Nepal                          | 0,10 %                          | 30.000                       | -                        | 2020 |
| Australien                     | 0,10 %                          | 30.000                       | -                        | 2020 |
| Rumänien                       | 0,10 %                          | 19.000                       | -                        | 2020 |
| Aserbaidschan                  | 0,10 %                          | 9.900                        | -                        | 2020 |
| Somalia                        | 0,10 % (2019)                   | 8.700                        | -                        | 2020 |
| Dänemark                       | 0,10 %                          | 6.700                        | -                        | 2020 |
| Finnland                       | 0,10 %                          | 4.000                        | -                        | 2018 |
| Litauen                        | 0,10 %                          | 3.400                        | -                        | 2019 |
| Oman                           | 0,10 %                          | 2.500                        | -                        | 2019 |
| Montenegro                     | 0,10 %                          | -                            | -                        | 2016 |
| Malta                          | 0,10 %                          | -                            | -                        | 2019 |
| Norwegen                       | 0,10 %                          | -                            | -                        | 2018 |
| Volksrepublik China            | <0,10 %                         | 430.000–1.500.000            | 8.000                    | 2012 |
| Serbien                        | <0,10 %                         | 3.300                        | -                        | 2016 |
| Bosnien und Herzegowina        | 0,009 %                         | 350                          | -                        | 2017 |
| Iran                           | -                               | 54.000                       | 3.200                    | 2020 |
| Japan                          | -                               | 30.000                       | -                        | 2020 |
| Ägypten                        | -                               | 24.000                       | -                        | 2020 |
| Marokko                        | -                               | 22.000                       | -                        | 2020 |
| Algerien                       | -                               | 18.000                       | -                        | 2020 |
| Bangladesch                    | -                               | 14.000                       | 1.000 (2016)             | 2018 |
| Saudi-Arabien                  | -                               | 12.000                       | -                        | 2020 |
| Afghanistan                    | -                               | 12.000                       | -                        | 2020 |
| Jemen                          | -                               | 11.000                       | -                        | 2020 |
| Tunesien                       | -                               | 4.500                        | -                        | 2020 |
| Tschechien                     | -                               | 4.400                        | -                        | 2018 |
| Sri Lanka                      | -                               | 3.700                        | -                        | 2020 |
| Ungarn                         | -                               | 3.700                        | -                        | 2018 |
| Neuseeland                     | -                               | 3.600                        | -                        | 2020 |
| Bulgarien                      | -                               | 3.300                        | -                        | 2019 |
| Libanon                        | -                               | 2.700                        | -                        | 2020 |
| Kroatien                       | -                               | 1.700                        | -                        | 2020 |
| Albanien                       | -                               | 1.400                        | -                        | 2020 |
| Slowakei                       | -                               | 1.200                        | -                        | 2018 |

## HIV/AIDS nach Weltregion
Weltregionen nach Verbreitung der Krankheit (Stand: 2016)
| Region                         | Anzahl der Personen mit HIV/AIDS | Anzahl der Neuinfektionen mit HIV/AIDS | Anzahl der Toten mit HIV/AIDS | Zeitpunkt |
| ------------------------------ | -------------------------------- | -------------------------------------- | ----------------------------- | --------- |
| Subsahara-Afrika               | 25.500.000                       | 1.160.000                              | 730.000                       | 2016      |
| Mittlerer Osten und Nordafrika | 230.000                          | 18.000                                 | 11.000                        | 2016      |
| Asien und Pazifik              | 5.100.000                        | 270.000                                | 170.000                       | 2016      |
| Lateinamerika                  | 1.800.000                        | 97.000                                 | 36.000                        | 2016      |
| Karibik                        | 310.000                          | 18.000                                 | 9.400                         | 2016      |
| Osteuropa und Zentralasien     | 1.600.000                        | 190.000                                | 40.000                        | 2016      |
| Westeuropa und Nordamerika     | 2.100.000                        | 73.000                                 | 18.000                        | 2016      |
| Welt                           | 36.700.000                       | 1.800.000                              | 1.000.000                     | 2016      |

## Entwicklung der Epidemie seit 2000
| Jahr                                  | Mit HIV lebende Personen | Neuinfektionen | Todesfälle | Personen unter Therapie |
| ------------------------------------- | ------------------------ | -------------- | ---------- | ----------------------- |
| 2000                                  | 28,9 Mio.                | 3,2 Mio.       | 1,5 Mio.   | 0,8 Mio.                |
| 2005                                  | 31,8 Mio.                | 2,5 Mio.       | 2,0 Mio.   | 2,2 Mio.                |
| 2010                                  | 33,3 Mio.                | 2,2 Mio.       | 1,5 Mio.   | 7,5 Mio.                |
| 2011                                  | 33,9 Mio.                | 2,2 Mio.       | 1,4 Mio.   | 9,1 Mio.                |
| 2012                                  | 34,5 Mio.                | 2,2 Mio.       | 1,4 Mio.   | 11 Mio.                 |
| 2013                                  | 35,2 Mio.                | 2,1 Mio.       | 1,3 Mio.   | 13 Mio.                 |
| 2014                                  | 35,9 Mio.                | 2,1 Mio.       | 1,2 Mio.   | 15 Mio.                 |
| 2015                                  | 36,7 Mio.                | 2,1 Mio.       | 1,1 Mio.   | 17 Mio.                 |
| Quelle: UNAIDS 2016 GLOBAL FACT SHEET |                          |                |            |                         |
| 2016                                  | 36,7 Mio.                | 1,8 Mio.       | 1,0 Mio.   | 20,9 Mio.               |
| Quelle: UNAIDS 2017 REFERENCE         |                          |                |            |                         |